# フォルクスワーゲン・ティグアン
ティグアン（TIGUAN）は、ドイツの自動車メーカー、フォルクスワーゲンが生産・販売しているSUVである。

## 概要
2006年にジュネーブモーターショー発表された「コンセプトA」をルーツとし、同年11月のロサンゼルスオートショーで市販を意識した「コンセプト・ティグアン」が世界初公開された。このコンセプト・ティグアンにはフォルクスワーゲンとアウディ、そしてダイムラーと共同開発された次世代ディーゼルエンジン「ブルーテック」が搭載されていた。
市販モデルは、2007年9月のドイツ・フランクフルトモーターショーにて世界初公開され、同月に発売が開始された。日本市場においては、翌月の東京モーターショーにて、参考出品というかたちで右ハンドル仕様が初公開された。
2019年以降は、フォルクスワーゲンの最量販モデルとなっており、2024年現在、全世界で760万台以上が販売されている。

## 初代（5N、2008年 - 2016年）
2008年9月3日に日本仕様が発表され、同30日に販売を開始した。近年のSUVのニーズに呼応するかたちで、同社のフルサイズSUVであるトゥアレグに続く第2弾目のSUVとして登場した。サイズ的にはベースとなったゴルフに近く、フルサイズであるトゥアレグとは違い、本モデルは全体的にコンパクトになっている。
本国ではオフロード走行を視野に入れたグレード「トラック&フィールド」とオンロード寄りのグレード「スポーツ&スタイル」が用意された。「スポーツ&スタイル」はフロントバンパーがエアロタイプでリヤウイングがつき、ホイールが1インチ大径化され、サスペンションの設定もストリート指向の設定となっている。日本では最初にオフロード寄りの「トラック&フィールド」を導入、2009年3月に「スポーツ&スタイル」を導入、同年10月13日に「R-Line」が導入されており、発売開始から1年で3,200台を超える台数を売り上げた。
メカニズム的には様々な路面状況や走行状態に応じて、安定した走りを披露する4WDシステム「4MOTION」（フォーモーション）をはじめ、ブレーキを自動制御し一定速度で坂道を下る「HDA」（ヒル・ディセント・アシスト）、スロットル特性の設定をオフロード向きに切り替えるスイッチや、スイッチをオンにすることで、ブレーキペダルから足を離してもブレーキング状態を維持し、渋滞道での運転者の負担を軽減する「オートホールド」機能も搭載されている。また、前後バンパーも路面と干渉しづらいようロードクリアランスに配慮されたデザインのものを採用している。
パワーユニットはドイツ本国では3種類のTSI（150PS、170PS、200PS）と2種類のTDI（140PS、170PS）を搭載する。日本仕様はパワー・経済性・環境面に秀でたターボチャージャー付ガソリン直噴エンジン2.0 L TSI（170PS・トラック&フィールド、200PS・スポーツ&スタイル及びR-Line）にティプトロニック付6速ATを組み合わせた仕様のみとなる。このTSIエンジンは欧州で2008年に施行された「Euro-5排ガス基準」に対応する性能を持っている。
リアシートは60対40の分割可倒式でリクライニングとスライドも可能である。同時に、フロントシートより着座位置が高い設定とすることで開放感を高めている。荷室は5人乗車で470L、最大で1510Lである。また、装備面ではバイキセノンライト、パサートにも採用されている新システムのオーディオ、エレクトロニックパーキングブレーキなどが標準装備されている。

### 日本での販売
日本における価格は、発売当初「トラック&フィールド」の価格は360万円であったが、鉄鋼等の原材料の高騰を理由に2009年1月1日販売分から367万円に値上げした。その後、更に値上げし2010年2月時点では371万円、他グレードは「スポーツ&スタイル」が426万円で「R-Line」が488万円となっている。なお、アメリカでは$23,200（日本円で200万円程度）で販売されている。
2010年9月、特別仕様車『ティグアン ライストン』を設定。『ティグアン ライストン』は「ティグアン スポーツ&スタイル」の内外装に、「ティグアン トラック&フィールド」の2.0L TSI 170PS（125kW）エンジンを搭載し、新開発の湿式7速DSGを組み合わせた。これにより、10･15モード燃費が11.6km/Lと従来モデルに比べ20%改善され、「平成22年度燃費基準+10%」を達成した。なお、価格は385万円に設定された。一方、既存の「ティグアン R-Line」についても「ティグアン ライストン」と同一のエンジンと7速DSGを搭載。装備内容が見直され、従来よりも67万円値下げした、421万円に設定された。
2011年11月8日、日本仕様をマイナーチェンジ。導入当初は「トラック&フィールド」は廃止され、「スポーツ&スタイル」のみのグレード構成とされた。当時のVWのデザイントレンドに沿って、LEDデイライト内蔵のヘッドライトを備えたフロントマスクに変更。また、リヤコンビネーションレンズもL字をモチーフにしたナイトデザインへと変更されている。エンジンは2.0L TSIに変更は無いが、出力が9PS向上しつつも燃費は11.6km/L（10・15モード燃費、平成22年度燃費基準+10%達成）を堅持。安全性能も強化されており、日本仕様ではB7型パサートから導入されている「ドライバー疲労検知システム（ステアリングホイールへの入力などからドライバーの疲労度を検出し、ドライバーの集中力の低下をアラーム音と表示で警告し休憩を促すことで居眠り運転を未然に防ぐ装置）」を装備した他、最新式のABS・ESP、カーテンエアバッグや前後サイドエアバッグを含む8エアバッグも標準装備されている。
2012年2月23日、マイナーチェンジ時に予告されていた「R-Line」を追加発売。既存の「スポーツ&スタイル」と同じく、水平・直線基調の新フロントマスクに変更。専用装備として、スポーツサスペンション、19インチアルミホイール、大型バンパー、リアスポイラー、ボディ同色サイドスカートなどスポーティな外観とするとともに、インテリアについてもブラックとグレーの専用ファブリックシート、オーディオコントロール付レザー3本スポークマルチファンクションステアリングホイール、専用アルミ調ペダルクラスターを装備。ボディカラーはキャンディホワイトとディープブラックパールエフェクトを設定する。なお、専用装備以外の主要装備内容やエンジン仕様は「スポーツ&スタイル」とほぼ同一である。
同年11月20日、新たに1.4L・TSIエンジンを搭載したFF（前輪駆動）モデル「TSI BlueMotion Technology（ブルーモーションテクノロジー）」を追加。エンジンをスーパーチャージャー付の1.4L TSIエンジンにダウンサイジングし、DSGを6速に変更。さらに、Start/Stopシステム（アイドリングストップ機能）やブレーキエネルギー回生システムを搭載したことで高出力（150PS）と低燃費（JC08モードで14.6km/L）を実現し、「平成17年基準排出ガス75%低減レベル（☆☆☆☆）」と「平成27年度燃費基準+10%」を同時に達成。装備面ではフォルクスワーゲン純正ナビゲーションシステム「712SDCW」とリアビューカメラ「Rear Assist」を標準装備している。併せて、専用アルミパーツや18インチアルミホイールなどを装備した「R-Line Package」も設定している。なお、2.0L・4WD車はラインナップを「R-Line」に集約し、グレード名を「2.0 TSI R-Line 4MOTION」に改名した。
2013年9月3日、一部改良。「TSI BlueMotion Technology」は燃費性能を維持しながらエンジン出力を向上。「2.0 TSI R-Line 4MOTION」は新たに純正ナビゲーションシステム「712SDCW」を標準装備するとともに、パドルシフトとフルカラーマルチファンクションインジゲーターを採用し、専用レザーシート、「Lane Assist」、「Park Assist」、「Keyless Access」をパッケージ化した「アップグレードパッケージ」を新たに設定した。
2014年4月1日、消費税増税並びに原材料費の高騰になどに伴う生産コストと輸送費の上昇を受けて価格改定を実施し、ティグアンはグレードにより、13.3万円～17.7万円値上げとなった。
同年11月17日、4WD車にベーシックグレード「2.0 TSI Leistung（ライストゥン）4MOTION」を追加発売。
2015年4月23日、フォルクスワーゲンAGが企画した特別限定車「Lounge」を発売。「TSI BlueMotion Technology」をベースに、バイキセノンヘッドライト（オートハイトコントロール機能、LEDポジションランプ付）、スタティック&ダイナミックコーナリングライト、クロームドアミラー、18インチタイヤ&アルミホイール（10スポーク）、専用ファブリックシート、専用ドアシルプレートを装備した。ピュアホワイトとディープブラックパールエフェクトが各120台ずつ、リフレックスシルバーメタリックとナイトブルーメタリックが各30台ずつ、計300台の限定販売である。
同年7月28日、一部改良。4WD車のベーシックモデル「2.0 TSI Leistung 4MOTION」に、スマートフォン連携の「App Connect」などを備えた純正オーディオシステム「Composition Media」を新たに標準装備した。また、同年4月に発売された特別限定車「Lounge」は純正オーディオシステム「Composition Media」の標準装備、純正ナビゲーションシステム「714SDCW」とリアビューカメラ「Rear Assist」のセットや18インチアルミホイールのオプション設定追加などの変更を受け、価格を大幅に抑えたエントリーモデル「Lounge Edition」に改名してカタロググレード化した。

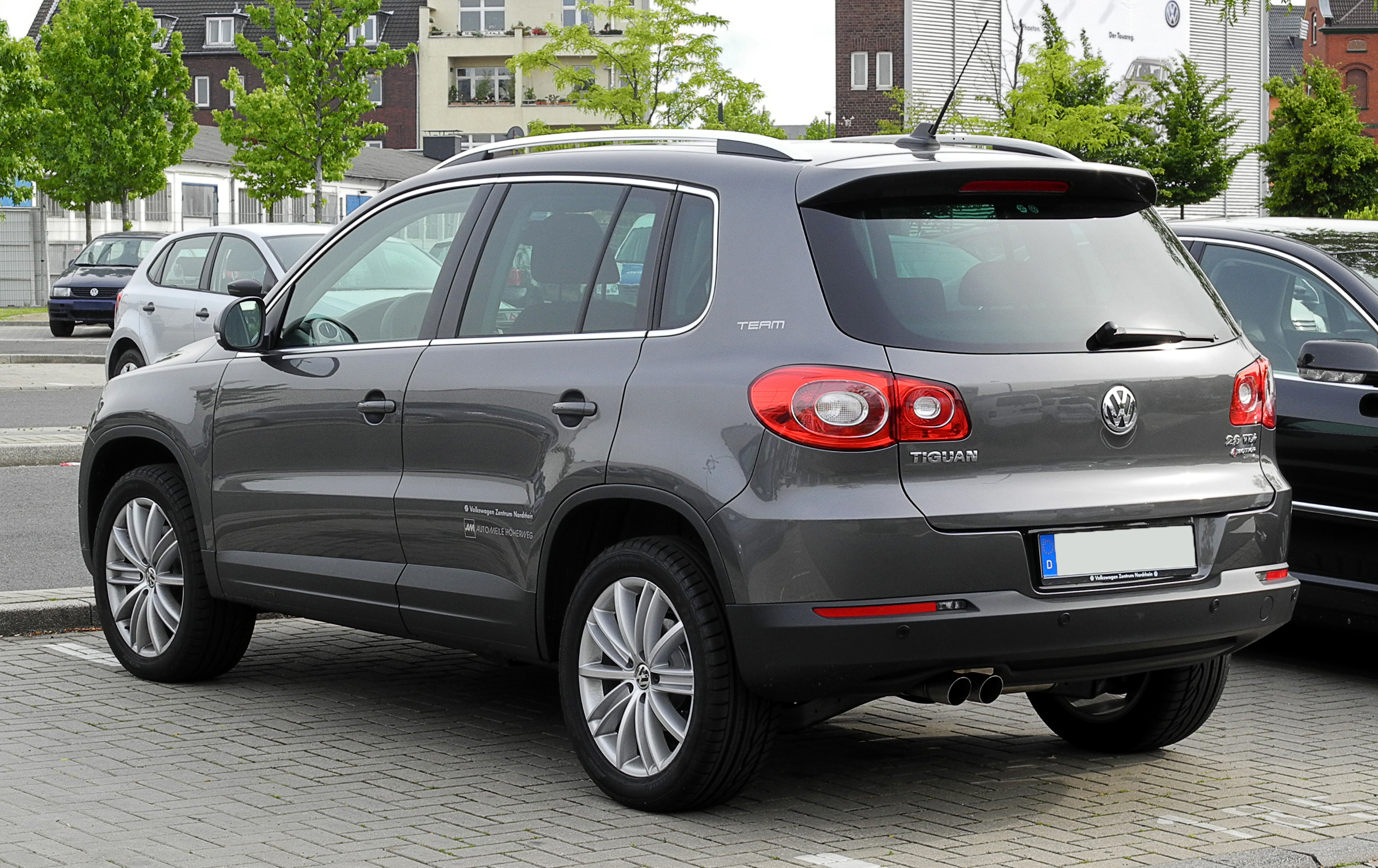
前期型　リア
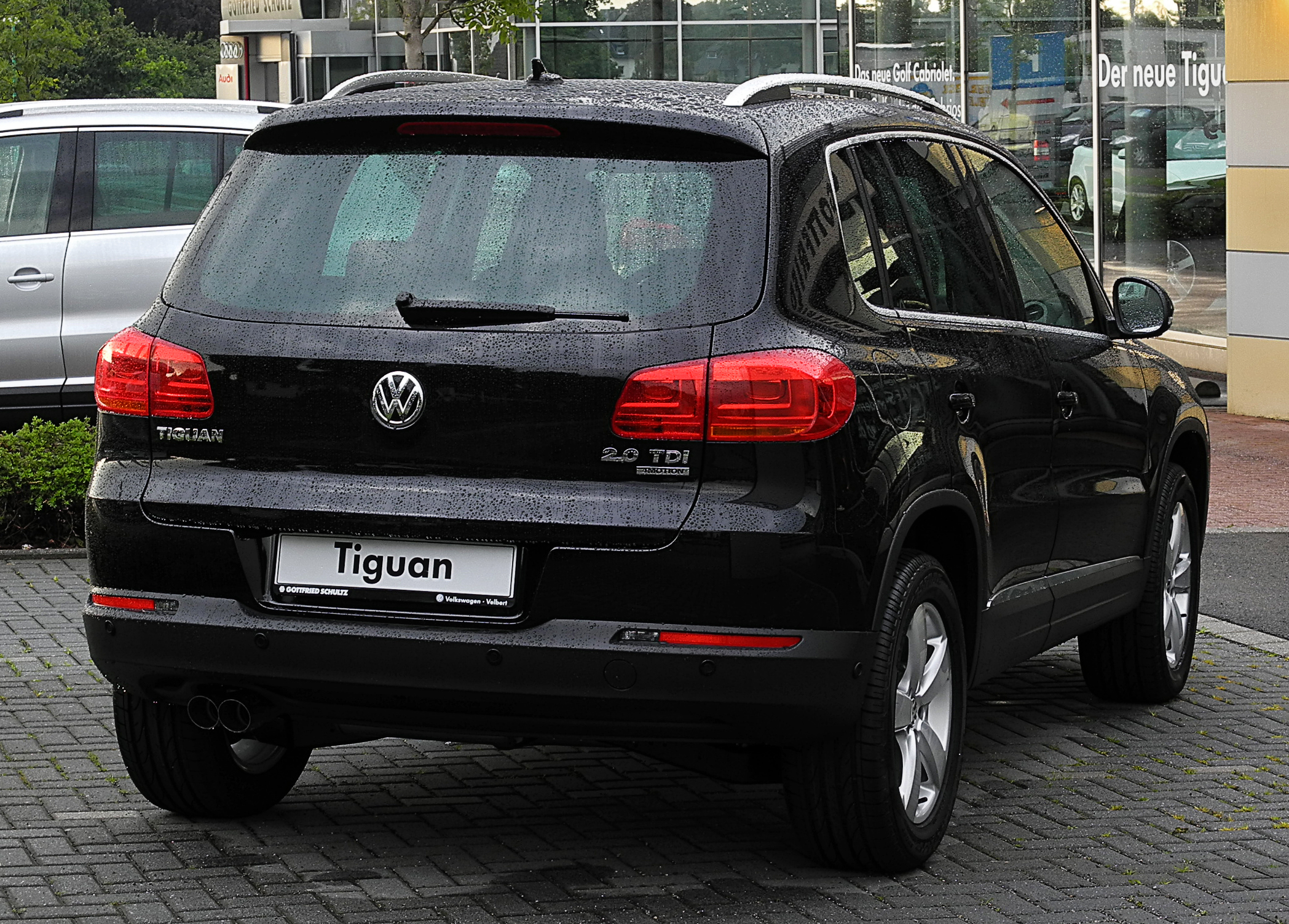
後期型　リア

## 2代目（AD1、2016年 - 2023年）
2015年9月のフランクフルトモーターショーで世界初公開。翌年初頭から、欧州等で販売を開始。
フォルクスワーゲン製SUV初のMQBを導入し、全長と全幅を拡大する一方、全高を低くした。全長の拡大分は全てホイールベースの拡大に充てられ、ラゲージスペースを含む室内空間を拡大。後席は前後180mmのスライド幅を確保したことで、ラゲージルームの容量拡大を実現した。
エンジンはガソリン（TSI）は1.4L、2.0Lの2種、ディーゼル（TDI）は1.6Lと2.0L（後者は出力特性により3種存在）を用意し、販売国に応じて使い分ける。基本、いずれにも6速MTと組み合わせるが、オプションで6速もしくは7速DSGも選択できる。
駆動方式はFFを基本とするが、高出力グレードには4WD（4MOTION）も設定される。
安全面では総合安全コンセプト「Volkswagen オールイン・セーフティ」に基づいた装備を多数採用しており、全車速追従機能付アダプティブクルーズコントロール「ACC」、駐車支援システム「Park Assist」をはじめ、アクティブボンネット（歩行者との衝突を検知すると瞬時にボンネット後端を40mm～60mm持ち上げてエンジンとの間のスペースを拡げ、歩行者の頭部への衝撃を低減するシステム）やポストコリジョンブレーキシステム（衝突や追突時の衝撃をエアバッグのセンサーが検知することで作動し、自動でブレーキをかけて車両を10km/h以下になるまで最大0.6Gの範囲内で減速させることで対向車線へのはみ出しによって起こる多重事故の危険を低減するシステム）といった安全装備を備えているほか、「TSI Highline」と「TSI R-Line」には、レーンキープアシストシステム（車線逸脱防止支援システム）「Lane Assist」や渋滞時追従支援システム「Traffic Assist」といった運転支援システムやデジタルメータークラスター「Active Info Display」も標準装備した。

### 日本での販売
2017年1月17日、日本仕様を発表・販売を開始。全車1.4L・TSI+6DSGのみの設定。「TSI Comfortline」、「TSI Highline」、「TSI R-Line」の3グレード構成。
エンジンは、先代比で最高出力が抑えられたものの、アイドリング直後の低回転域から発揮する最大トルクは初代モデルよりも10Nm向上されたほか、JC08モード燃費を1.7km/L向上した。
内装はブラック系を基本とし、「TSI Highline」にオプション設定されている「レザー&パノラマルーフパッケージ」を追加することで、レザーシートの色を新色の「サフラノオレンジ」に変更することができる。また、地上から開口部までの高さを初代モデルよりも低くしたほか、「TSI Highline」と「TSI R-Line」にはパワーテールゲートをオプション設定。挟み込み防止機能や、リアバンパーの下で足を動かすとセンサーが反応してテールゲートが自動で開き、「Easy Close」ボタンを押して車から離れるとテールゲートが自動で閉まる「Easy Open & Easy Close」機能を備えている。
全車「Volkswagen Car-Net」に対応しており、「TSI Comfortline」以外は「Guide & Inform」を標準装備。また、3つの通信プロトコルに対応した「App-Connect」も全車標準しており、スマートフォンの機種を問わずUSBケーブルで接続することでスマートフォン内のアプリを使用することができる。
同年7月20日、一部改良。純正インフォテイメントシステムの機能向上が行われ、全グレードでワイドFMに対応したほか、「TSI Highline」と「TSI R-Line」に装備の「Discover Pro」は画面を8インチから9.2インチに大型化して、解像度を1,280×640ドットに高解像度化。さらに、ジェスチャーコントロール機能と「Volkswagen Media Control」を新たに採用し、住所検索機能は都道府県や市区町村など順番に入力を可能にする機能改善が行われた。
2018年2月1日、限定車「DYNAUDIO Edition」を発売開始。ゴルフとゴルフ ヴァリアントにも設定される。ベースは「TSI Highline」で、その名の通りデンマークのハイエンドオーディオメーカーであるDYNAUDIO社と共同開発したプレミアムサウンドシステムを搭載したもの。ティグアンでは、8つのラウドスピーカーとサブウーファーに加え、センタースピーカーを備えたことでドルビープロロジックIIに対応。サフラノオレンジレザーシート、パワーテールゲート（Easy Open & Easy Close機能付き）、運転席パワーシート（メモリ付き）、運転席パワーランバーサポート、ボディ同色ルーフアンテナ、専用19インチアルミホイールを特別装備した。限定は300台で、内訳はインジウムグレーメタリック150台、オプションカラーのオリックスホワイトマザーオブパールエフェクト150台。
同年8月22日、一部仕様変更。「TSI Highline」と「TSI R-Line」において、従来オプション設定だったヘッドアップディスプレイ、ダイナミックライトアシスト、パワーテールゲート（挟み込み防止機能、Easy Open & Easy Close機能付き）の3点を標準装備化したほか、オプション内容の変更・見直しも行われ、「アップグレードパッケージ（「TSI Comfortline」に設定）」にパワーテールゲート（挟み込み防止機能、Easy Open & Easy Close機能付き）が、「セーフティパッケージ（「TSI Comfortline」に設定）」にハイビームアシストがそれぞれ追加、「TSI Highline」・「TSI R-Line」にオプション設定のアダプティブシャシーコントロール「DCC」は従来の「テクノロジーパッケージ」からアルミホイールなどとパッケージ化した「DCCパッケージ」へ移行。「TSI Highline」に設定の「レザー&パノラマルーフパッケージ」は「レザーシートパッケージ」と単独オプションのパノラマスライディングルーフに分割され、両オプション共に「TSI R-Line」でも設定が可能となった（「TSI R-Line」で「レザーシートパッケージ」を設定した場合、レザーシートはR-Line専用仕様に変更される）。
同年8月29日、2.0Lターボディーゼルエンジン「TDI」搭載モデル「TDI 4MOTION」が追加発売された。グレード体系は「TDI 4MOTION Comfortline」、「TDI 4MOTION Highline」、「TDI 4MOTION R-Line」の3グレードとなる。併せて、導入限定車として、「TDI 4MOTION R-Line Black Style」も発売された。「TDI 4MOTION R-Line」をベースに、フロントグリル中央・フロントバンパー・ドアミラーハウジング・ウインドフレーム・サイドストリップ・リアスポイラー・リアストラップにブラックペイントを施し、ブラックのルーフレールと専用19インチアルミホイールを装備。また、通常はオプション設定の専用レザーシートとアダプティブシャシーコントロール「DCC」が標準装備された。ボディカラーは「ディープブラックパールエフェクト」と「オリックスホワイトマザーオブパールエフェクト（有償オプションカラー）」の2色で、計450台の限定販売となる。
2019年1月16日、一部仕様変更。エントリーグレードの「TSI Comfortline」と「TDI 4MOTION Comfortline」は従来オプション設定だった「Safetyパッケージ」が標準装備化され、「TSI Highline」、「TSI R-Line」、「TDI 4MOTION Highline」、「TDI 4MOTION R-Line」はデジタルメータークラスター「Active Info Display」が最新世代にアップデートされた。
同年10月1日、仕様変更。「TSI Comfortline」と「TDI 4MOTION Comfortline」において、純正インフォテイメントシステム「Discover Pro」、ETC2.0対応車載器、モバイルオンラインサービス「Volkswagen Car-Net」が新たに標準装備された。
2020年5月26日、特別仕様車「R-Line DYNAUDIO（ディナウディオ）」と「R-Line Black Style」を発売。「R-Line DYNAUDIO」は2018年2月に発売された限定車「DYNAUDIO Edition」を、「R-Line Black Style」は2018年8月に発売された限定車「TDI 4MOTION R-Line Black Style」をそれぞれ復刻したもので、今回は台数を設定しない特別仕様車として発売される。「R-Line DYNAUDIO」は「DYNAUDIO Edition」からの変更点として、ベースモデルが「R-Line」に変更されたことでレザーシートとアルミホイールが「R-Line」専用（アルミホイールは「DYNAUDIO Edition」の19インチから20インチにサイズアップ）となり、アダプティブシャシーコントロール「DCC」とスペースセービングスペアタイヤを追加。ボディカラーは「DYNAUDIO Edition」でも設定されていた「オリックスホワイトマザーオブパールエフェクト（有償オプションカラー）」に加え、「ディープブラックパールエフェクト」と「タングステンシルバーメタリック」の2色を追加して3色展開となり、TSIモデルの「TSI R-Line DYNAUDIO」に加え、TDIモデルの「TDI 4MOTION R-Line DYNAUDIO」も設定された。「R-Line Black Style」は特別装備内容やボディカラーは従来仕様に準じているが、当時発売していたTDIモデルの「TDI 4MOTION R-Line Black Style」に加え、TSIモデルの「TSI R-Line Black Style」が新たに設定された。
同年8月7日、既発売の特別仕様車「TSI R-Line Black Style」・「TDI 4MOTION R-Line Black Style」にプレミアムサウンドシステム「DYNAUDIO」、専用レザーシート、専用20インチアルミホイールなどで構成された「DYNAUDIOパッケージ」を追加した「TSI R-Line Black Style DYNAUDIO Package」・「TDI 4MOTION R-Line Black Style DYNAUDIO Package」が追加発売された。
2021年5月12日、マイナーチェンジ。フロントエンドのデザインが刷新され、ボンネットはラジエーターグリルからさらに上に伸び、全長も15mm拡大された。パワートレインは走行シーンに応じて瞬時に4気筒から2気筒に切り替えて燃料消費量を抑制する気筒休止機能「アクティブシリンダーマネジメント」が搭載された1.5L TSIエンジンへ換装。渋滞時追従支援システム「Traffic Assist」はあらかじめ設定した車速内において、前走車との車間距離および走行レーンの維持をサポートする同一車線内全車速運転支援システム「Travel Assist」となり、フロントカメラで対向車や先行車を検知してマトリックスモジュールに搭載されたLEDを個別制御して配光を最適化するLEDマトリックスヘッドライト「IQ.LIGHT」を採用。インフォテイメントシステムは常時コネクテッド型の「Ready 2 Discover」となり、オンラインサービス「We Connect」との連携により、スマートフォンの専用アプリを利用して車両情報の確認やドアの解錠・施錠の操作が可能となった。グレード体系はTSIエンジン搭載モデルのみとなり、「TSI Active」・「TSI Elegance」・「TSI R-Line」の3種類に整理。また、日本でのマイナーチェンジを記念し、「TSI Elegance」をベースに、ノワゼット/チタンブラックの2トーンカラーの専用レザーシートとウッドパネル、「TSI R-Line」と同じブラックルーフライニングが採用され、19インチアルミホイールとアダプティブコントロール「DCC」を標準装備した導入記念特別仕様車「TSI First Edition」も同時に設定された。
また、マイナーチェンジに合わせてフォルクスワーゲンのSUVで初となるハイパフォーマンスモデル「R」が追加設定された（納車は年後半の予定）。フロント・リアバンパーや大径のアルミホイールなどの専用アイテムが装備され、パワートレインには2.0TSIエンジンと高トルク対応設計の7速DSGを採用。後輪の左右間でのトルク配分を可能にすることで、コーナリング時における高い敏捷性が得られるフォルクスワーゲン初採用となるトルクスプリッター付四輪駆動システム「Rパフォーマンストルクベクタリング」を採用。ハンドリングにプログレッシブステアリングが採用されたほか、ドライブモードには専用の「RACE」モードが追加された。
2022年9月21日、四輪駆動モデル「TSI 4MOTION」が追加された（同年11月納車予定）。パワートレインには、最大トルク320Nmを回転数1,500～4,100rpmの広いトルクバンドで発生させる特徴がある2.0TSIエンジンに7速DSG、四輪駆動システム「4MOTION」を組み合わせている。グレード体系は4MOTIONアクティブコントロール、ヒルディセントアシスト、ドライビングプロファイリング機能などを備えたエントリーモデルの「TSI 4MOTION Active」、LEDマトリックスヘッドライト「IQ.LIGHT」、純正インフォテイメントシステム「Discover Pro」、デジタルメータークラスター「Digital Cockpit Pro」などの先進装備を備えた「TSI 4MOTION Active Advance」、専用の内外装に加え、専用シャシーコントロール「DCC」やレザーシートなどのオプションが選択可能な上級グレード「TSI 4MOTION R-Line」の3種類が設定される。

## 3代目（CT1、2023年 - ）
2023年9月、世界初公開。欧州市場では、同年11月に先行販売が開始された。
さらなる空力性能を追求し、cd値は先代の0.33から0.28へ改善した。また、従来のアーキテクチャーの進化版である MQB evo を採用したことで、アダプティブシャシーコントロールは”DCC Pro”へ、従来のマトリックスヘッドライトは“IQ. LIGHT”HDへ、インフォテイメントシステムは新世代設計となる“MIB 4”へと、それぞれ進化を遂げた。
2バルブ独立制御式のDCC Proと、電子制御ディファレンシャルロック（XDS）を高度に協調制御する”Vehicle Dynamics Manager”をフォルクスワーゲンとして初採用し、走行状況に応じて、4輪独立で可変制御することが可能となっている。
フロントカメラで対向車や先行車を検知し、マトリックスモジュールに搭載されたLEDの点灯・消灯を個別に制御することで最適な配光を可能とした“IQ. LIGHT”HDは、片側19,200個の高精細なマルチピクセルLEDを搭載し、従来よりも細かい制御が可能になった。 
駐車支援システム"Park Assist Plus"では、ステアリング操作のみならず、アクセル・ブレーキも自動操作する。
新たに、センターコンソールに配置された「ドライビング・エクスペリエンス・コントロール」は、オーディオの音量調整や運転モードの選択といった機能への素早いアクセスを実現する。オプションのレザーシートパッケージ装着時には、8種類のパターンから選択できる空気圧式マッサージ機能が運転席・助手席の両席に搭載されるほか、外気温を検知してシートヒーター・ベンチレーションを自動的に作動するよう設定することも可能となった。
パワートレインは、歴代初となるマイルドハイブリッドシステムを備えた 1.5L eTSI ガソリンエンジン（FF）と、SCRシステムを2つに分割したツインドージングシステムを備える2.0L TDI クリーンディーゼルエンジン（フルタイム4WD）の2種類が用意され、全車に7速DSGが組み合わされる。なお、シフトレバーの配置は、従来のフロアシフトからコラムシフトへと改められた。

### 日本での販売
2024年7月3日、年内に発売を開始することを発表。
グレードは、1.5L eTSI、2.0L TDIともに”Travel Assist”やレーンキープアシストシステム”Lane Assist”、 レーンチェンジアシストシステム"Side Assist Plus"などの最新の運転支援システムを標準装備としたエントリーグレード『Active』に加え、LEDマトリックスヘッドライト“IQ.LIGHT HD”や、運転席/助手席のシートマッサージ機能を標準装備した『Elegance』、専用エクステリアを身に纏い、専用シートや 20インチアルミホイールを装着した『R-Line』の3グレードを設定し、計6グレードを展開する。
同年9月13日、暫定価格を取り決め、予約注文の受付を開始。
同年11月19日、正式に販売を開始。同時に、WurtSの楽曲である「ソウルズ feat. suis from ヨルシカ」を起用した新TVCMを公開した。

## 車名
- 「TIGUAN」（ティグアン）の車名はドイツ語の「Tiger」（虎）と「Leguan」（イグアナ）の2つの単語を掛けた造語から。